# Lahn-Dill-Kreis

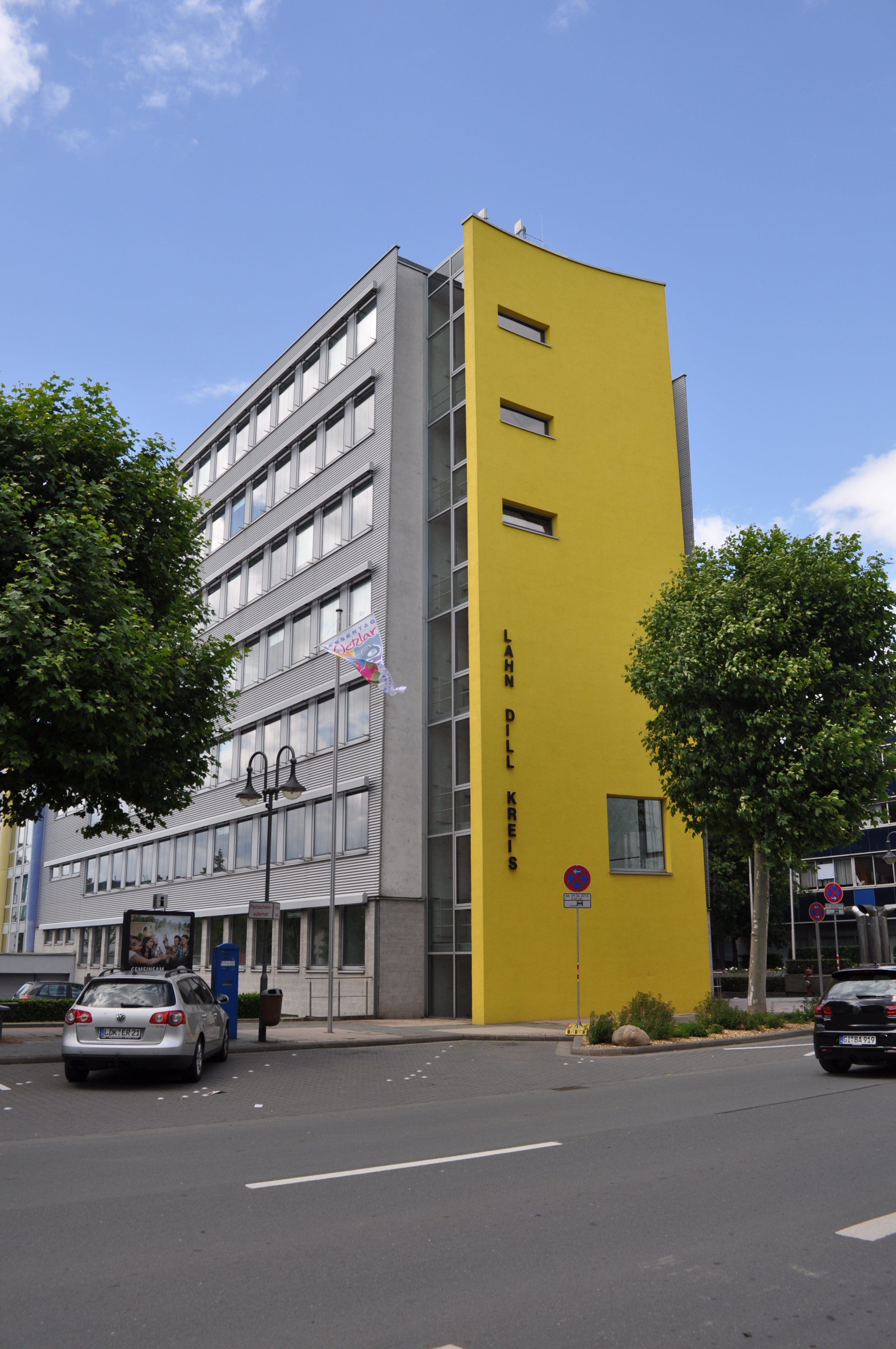
Kreishaus in Wetzlar

Lahn-Dill-Kreis is een Landkreis in de Duitse deelstaat Hessen. Kreisstadt is de stad Wetzlar. De Landkreis telt 253.373 inwoners (31 december 2020) op een oppervlakte van 1.066,30 km². Op 31 december 2020 had 11,74% van de inwoners een niet-Duits staatsburgerschap (29.735 niet-Duitsers) en hadden 150 inwoners het Nederlandse staatsburgerschap.

## Steden en gemeenten
De volgende steden en gemeenten liggen in de Landkreis (inwoners op 30-06-2006):
| Steden 1. Aßlar (13.901) 2. Braunfels (11.204) 3. Dillenburg (24.309) 4. Haiger (19.846) 5. Herborn (20.858) 6. Leun (5.989) 7. Solms (13.748) 8. Wetzlar, Stad met bijzondere status (52.548) | Gemeenten 1. Bischoffen (3.560) 2. Breitscheid (5.048) 3. Dietzhölztal (6.211) 4. Driedorf (5.253) 5. Ehringshausen (9.433) 6. Eschenburg (10.766) 7. Greifenstein (7.227) 8. Hohenahr (5.059) 9. Hüttenberg (10.510) 10. Lahnau (8.271) 11. Mittenaar (5.037) 12. Schöffengrund (6.448) 13. Siegbach (2.908) 14. Sinn (6.628) 15. Waldsolms (5.172) |

Bergstraße · Darmstadt · Darmstadt-Dieburg · Frankfurt am Main · Fulda · Gießen · Groß-Gerau · Hersfeld-Rotenburg · Hochtaunuskreis · Kassel (stad) · Landkreis Kassel · Lahn-Dill-Kreis · Limburg-Weilburg · Main-Kinzig-Kreis · Main-Taunus-Kreis · Marburg-Biedenkopf · Odenwaldkreis · Offenbach am Main · Landkreis Offenbach · Rheingau-Taunus-Kreis · Schwalm-Eder-Kreis · Vogelsbergkreis · Waldeck-Frankenberg · Werra-Meißner-Kreis · Wetteraukreis · Wiesbaden
Aßlar · Bischoffen · Braunfels · Breitscheid · Dietzhölztal · Dillenburg · Driedorf · Ehringshausen · Eschenburg · Greifenstein · Haiger · Herborn · Hohenahr · Hüttenberg · Lahnau · Leun · Mittenaar · Schöffengrund · Siegbach · Sinn · Solms · Waldsolms · Wetzlar